# Gabriele Behler

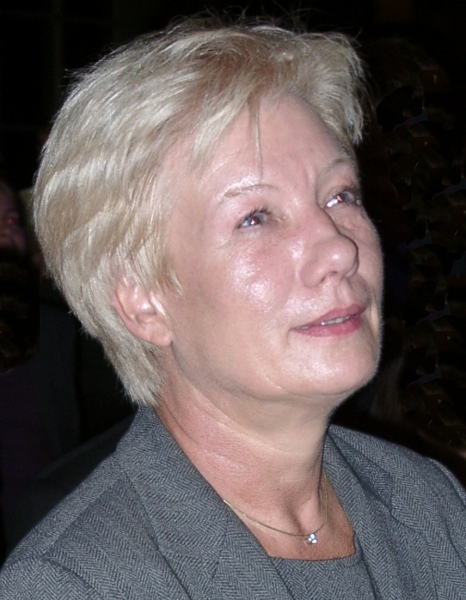
Gabriele Behler, 2002

Gabriele Behler, geb. Winkel (* 25. März 1951 in Werne) ist eine deutsche Politikerin (SPD). Sie war Landtagsabgeordnete und Ministerin für die Geschäftsbereiche Schule, Wissenschaft und Forschung in Nordrhein-Westfalen.

## Leben und Beruf
Behler studierte nach ihrem Abitur von 1969 bis 1975 Germanistik und Geschichte für das Lehramt an Gymnasien an der Westfälischen Wilhelms-Universität in Münster. Von 1977 bis 1981 unterrichtete sie als Lehrerin Deutsch und Geschichte am ostwestfälischen Kreisgymnasium Halle.
Durch ihre Tätigkeit als Pädagogische Mitarbeiterin im Referat für Politische Bildung des nordrhein-westfälischen Kultusministeriums (1981 bis 1986) arbeitete sie während der Debatte um den NATO-Doppelbeschluss dem damaligen Kultusminister Jürgen Girgensohn (SPD) zu. So ist sie die maßgebliche Autorin des Erlasses zur Friedenserziehung, der in der politischen Linken als fortschrittliches Dokument einer politischen und demokratischen Auffassung von Schule gilt.
Gegen erhebliche Proteste wurde sie 1986 zur Oberstudiendirektorin und Leiterin des Gymnasiums Heepen in Bielefeld berufen. Nach vier Jahren als Schulleiterin übernahm sie 1990 die Stelle einer Abteilungsleiterin im neu geschaffenen Ministerium für die Gleichstellung von Frau und Mann.

## Politik
Gabriele Behler ist seit 1972 Mitglied der SPD. Dem SPD-Bezirksvorstand Ostwestfalen-Lippe gehörte sie von 1988 bis 2001 an, ab 1990 als stellvertretende Bezirksvorsitzende. Ab 1989 saß sie im Landesvorstand der SPD Nordrhein-Westfalen. Am 14. Dezember 1991 wurde sie auf dem Landesparteitag in Hagen in der Nachfolge von Antje Huber zur stellvertretenden Landesvorsitzenden gewählt und übte dieses Parteiamt bis 2002 aus.
Von 1995 bis 2002 war Behler Mitglied der Landesregierung von Nordrhein-Westfalen unter den SPD-Ministerpräsidenten Johannes Rau und Wolfgang Clement:
- Vom 17. Juli 1995 bis zum 9. Juni 1998 als Ministerin für Schule und Weiterbildung;
- vom 9. Juni 1998 bis zum 27. Juni 2000 als Ministerin für Schule und Weiterbildung, Wissenschaft und Forschung;
- vom 27. Juni 2000 bis zum 12. November 2002 als Ministerin für Schule, Wissenschaft und Forschung.

Der am 6. November 2002 vom Landtag gewählte Ministerpräsident Peer Steinbrück (SPD) teilte das bisher von Behler geführte Ministerium in ein Ministerium für Schule, Jugend und Kinder und ein Ministerium für Wissenschaft und Forschung auf. Für ein Ministeramt unter dem neuen Ressortzuschnitt stellte sich Gabriele Behler nicht mehr zur Verfügung.
Nachdem Gabriele Behler bei der Landtagswahl am 14. Mai 1995 den Einzug ins Landesparlament verpasst hatte, rückte sie am 1. September 1996 für den ausgeschiedenen Abgeordneten Jürgen Schaufuß in den Landtag nach. Da sie bei der folgenden Landtagswahl am 14. Mai 2000 ebenfalls nicht gewählt wurde, schied sie mit dem Ende der 12. Wahlperiode am 1. Juni 2000 aus dem Landtag aus, rückte aber bereits am 20. Juli 2000 für die verstorbene Abgeordnete Sigrid Klösges in den Landtag der 13. Wahlperiode nach. Am 24. Januar 2005 legte sie ihr Landtagsmandat nieder, zur bevorstehenden Landtagswahl am 22. Mai 2005 kandidierte sie nicht mehr.

## Rückzug aus der Politik
Mit ihrem Verzicht auf eine erneute Landtagskandidatur kam sie einem entsprechenden Beschluss der Parteigremien zuvor. Schon die Änderung der Lehrerbildung im Jahre 2002 war auf Widerspruch in ihrer eigenen Partei gestoßen. Ihre Mandatsniederlegung im Januar 2005 begründete sie mit ihrer Ablehnung des neuen Schulgesetzes der rot-grünen Landesregierung, das nach ihrer Auffassung durch die „Kommunalisierung der Schulaufsicht“ die Qualität der Gymnasien gefährde.
Seit ihrem Abschied aus der Landespolitik nahm sie Lehraufträge wahr, wie etwa an der Ruhr-Universität Bochum zur Geschichte der Bildungspolitik in Nordrhein-Westfalen. Außerdem war sie Mitglied im Rundfunkrat des WDR sowie Mitglied des Aufsichtsrates der WDR-Gebäudemanagement-GmbH, einer früheren Tochterfirma des WDR.